# 阿米 (人物)
阿米（およね、寛政3年〈1791年〉 -  嘉永5年3月4日〈1852年4月22日〉）は、江戸時代後期の徳山藩の人物。「都濃の三孝女」の一人。父は日傭の金左衛門。母は河内村の農民･茂左衛門の娘。

## 生涯
寛政3年（1791年）、徳山の貧しい家に生まれる。寛政8年（1796年）に母が死去し、母方の祖父である茂左衛門に引き取られて養育された。享和2年（1802年）には父が病気となったため、父の看病のために帰宅。以後は父の看病をしながら、昼は近所の米つきに雇われ、夜は父の側で糸を紡ぐという生活が続いた。体の軽さから、米つきをする際には重りとして石を腰につけたと伝えられている。
阿米は純孝な性格で、労苦を厭わず、父が満足するのを自分の楽しみとした。このことが藩主･毛利広鎮の耳に入り、たびたび表彰され、米穀や恩賞を賜った。天保3年（1832年）、阿米の31年にわたる看病の末、父の金左衛門は68歳で死去する。
後に阿米が病にかかり、病状が重くなると、近所の人々に多年の厚意を拝謝し、自分の死後に遺骨を父母の墓の傍に埋めるよう頼み、嘉永5年（1852年）に62歳で死去する。法名を「慈順」といい、川端町の徳応寺に葬られた。お米の墓は現在も徳応寺の境内にある。
万延元年（1860年）11月28日、阿米の孝養を称えるために石碑が建立された。碑文は安積艮斎が撰文し、書は楷書の大家である中村春秀による。また、「阿米顕彰会」では、毎年阿米の命日に徳山市（現在は周南市）内の親孝行な児童･生徒を表彰し、今もその孝養を称えている。